# NANOGrav
El NANOGrav, acrònim de l'Observatori Nord-americà de Nanohertz per a Ones Gravitacionals (en anglès: North American Nanohertz Observatory for Gravitational Waves) és un consorci internacional d'astrònoms, els quals comparteixen l'objectiu comú de detectar ones gravitacionals mitjançant observacions regulars d'un conjunt de púlsars de mil·lisegons utilitzant els telescopis ràdio de Green Bank i d'Arecibo. El projecte, que nasqué a l'octubre del 2007 i compta actualment amb 170 membres de més de 70 institucions, es duu a terme en col·laboració amb socis internacionals del Parkes Pulsar Timing Array a Austràlia i l'European Pulsar Timing Array com a part de l'International Pulsar Timing Array.

## Detecció d'ones gravitacionals mitjançant sincronització púlsar

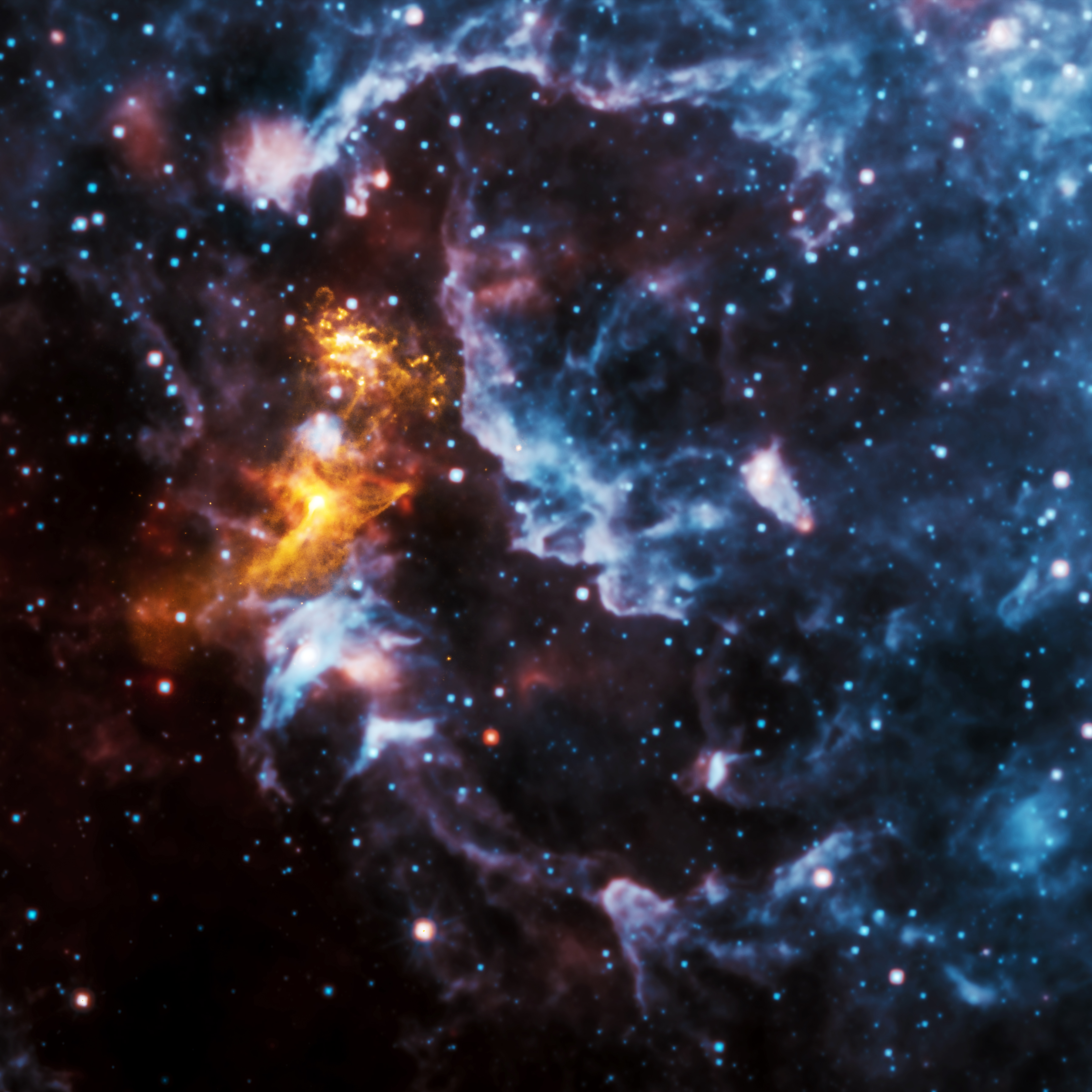
Imatge del púlsar PSR B1509−58 feta des de l'observatori espacial Chandra

Les ones gravitacionals són una predicció important de la teoria general de la relativitat d'Einstein i resulten del moviment massiu de la matèria, les fluctuacions durant l'univers primerenc i la dinàmica de l'espai-temps mateix. Els púlsars són estels de neutrons altament magnetitzats i de rotació ràpida formats durant les explosions de la supernova d'estels massius. Actuen com a rellotges d'alta precisió amb una gran quantitat d'aplicacions físiques que van des de la mecànica celeste, la sismologia d'estels de neutrons, les proves de gravetat de camp fort i l'astronomia galàctica.
La idea d'utilitzar els púlsars com a detectors d'ones gravitacionals va ser originalment una proposta de dos astrofísics: el rus Mikhaíl Sajin i de l'estatunidenc Steven Detweiler durant la dècada del 1970.
El concepte rau en tractar el baricentre del sistema solar i un púlsar distant com a extrems oposats d'un braç imaginari a l'espai. El púlsar actua aleshores com a rellotge de referència en un extrem del braç enviant senyals regulars que es controlen des de la Terra per un observador. L'efecte d'una ona gravitacional que passa seria pertorbar la mètrica espaitemps local i provocaria un canvi en la freqüència de rotació observada del púlsar.
El 1983, dos investigadors estatunidencs de Caltech, Ron Hellings i George Downs, van estendre aquesta idea a una sèrie de púlsars i trobaren que un fons estocàstic d'ones gravitacionals produiria un senyal correlacionat per a diferents separacions angulars al cel. Aquest treball però estava limitat en sensibilitat per mor de la precisió i l'estabilitat dels rellotges púlsars de la matriu.
Al juny de 2023, NANOGrav va publicar més proves per a la detecció d'un fons d'ona gravitacional estocàstica mitjançant el seu llançament de dades recollides durant 15 anys. Proporciona, en particular, una mesura de la corba de Hellings i Downs, que és un signe definitiu de l'origen de l'ona gravitacional de les observacions. Es suggereix així que tot el que ens envolta és constantment agitat per ones gravitacionals de baixa freqüència.